# Distichodus petersii
Distichodus petersii là một loài cá thuộc họ Distichodontidae. Chúng là loài đặc hữu của Tanzania. Môi trường sống tự nhiên của nó là các con sông.